# ルイーノ (パヴィーア県)
ルイーノ（伊: Ruino）は、イタリア共和国ロンバルディア州パヴィーア県コッリ・ヴェルディに属する分離集落（フラツィオーネ）。
かつては独立したコムーネであったが、2019年1月1日にカネヴィーノ、ヴァルヴェルデと合併して新自治体の一部となった。

## 地理

### 位置・広がり

#### 隣接コムーネ
コムーネとしてのルイーノは、以下のコムーネと隣接していた。括弧内のPCはピアチェンツァ県所属を示す。
- アルタ・ヴァル・ティドーネ (PC)
- ボルゴラット・モルモローロ
- カネヴィーノ
- フォルトゥナーゴ
- モンタルト・パヴェーゼ
- ロッカ・デ・ジョルジ
- ヴァル・ディ・ニッツァ
- ヴァルヴェルデ
- ザヴァッタレッロ

### 気候分類
気候分類では、zona F, 3100 GGに分類される。